# 尊子内親王
尊子内親王（そんしないしんのう、康保3年（966年） -  永観3年5月2日（985年5月24日））は、第63代冷泉天皇の第2皇女。母は女御・藤原懐子。賀茂斎院、のち第64代円融天皇妃。別名火の宮、承香殿女御。同母弟に花山天皇。

## 経歴
康保4年（967年）、父・冷泉天皇即位により内親王宣下。康保5年（968年）7月、斎院に卜定、12月に初斎院に入る。天禄元年（970年）、紫野斎院に入る。天延3年（975年）、母・懐子が没したため退下。貞元3年（978年）、四品に叙される。天元3年（980年）10月、叔父・円融天皇の勧めで入内。翌11月、内裏焼亡。天元4年（981年）、二品に昇叙。天元5年（982年）、叔父・藤原光昭の死去により内裏を退出して落飾。永観3年（985年）4月に受戒ののち、同年5月没。享年20。
尊子内親王は『栄花物語』によれば「いみじう美しげに光るやう」な姫宮であったといい、摂関家嫡流を外戚に何不自由ない将来を約束されていたが、外祖父・藤原伊尹や母・懐子、そして叔父たちまでも次々と早世したために有力な後見を失ってしまう。また円融天皇の妃となった際も、入内直後に大火があったため世間から「火の宮」（内親王の皇妃を「妃の宮」と呼ぶのに掛けたあだ名）と呼ばれるなど、高貴な生まれにもかかわらず不運の連続だった。それでも円融天皇は尊子内親王を可愛らしく思い寵愛したというが、唯一の頼りであった叔父・光昭の死を期に、内親王は自ら髪を切り落として世を捨ててしまう。その後、漢学者・源為憲が内親王のために『三宝絵』を著して進呈し、また没する際には慶滋保胤が四十九日供養の願文を自らしたためて、若くして出家・他界した尊子内親王の慎ましい人柄を偲んだ。